# Marcelo Marcus Fonseca
Marcelo Marcus Fonseca (São Paulo, 30 de abril de 1971) é um ator, escritor, cenógrafo, professor de teatro, dramaturgo e diretor de teatro brasileiro, fundador do Teatro do Incêndio.

## Biografia
Iniciou sua carreira como ator na década de 1980 e despontou na cena teatral paulista como diretor na década de 1990 com o espetáculo “Baal - O Mito da Carne” (1996 -1997). Entre outras, assinou a direção de "Um Povo Omitido",  "Rebelião - O Coro de Todos os Santos" (2018), "O Santo Dialético" (2016), "A Gente Submersa" (2017), "O Pornosamba e a Bossa Nova Metafísica" (2014), "Pano de Boca" (2015), peça de Fauzi Arap, onde também assumiu a cenografia refazendo o cenário idealizado por Flávio Império, "São Paulo Surrealista" (2012), "Joana d'Arc - A Virgem de Orleans" (2010), "Na Selva das Cidades" (2009), de Bertolt Brecht, "La Ronde" (2008), de Arthur Schnitzler, “A Filosofia na Alcova” (1999) de Sade, “O Balcão” (1997), versão da peça de Jean Genet para os anos 90, “Beatriz Cenci” (2000), de Antonin Artaud, “A Boa Alma de Setsuan” (2005), de Bertolt Brecht, “Todos os Homens Notáveis”(2006), tendo atuado na maioria deles. 
É autor dos textos "Águas Queimam na Encruzilhada", "Rebelião - O Coro de Todos os Santos“, "A Gente Submersa", "O Santo Dialético", "O Pornosamba e a Bossa Nova Metafísica", "São Paulo Surrealista", "São Paulo Surrealista 2: A Poesia Feita Espuma", Odile”, “Todos os Homens Notáveis” e "João", este último escrito para a Cia. da Revista.
É poeta e sambista, atividade que mantém paralelamente com parceiros da periferia de São Paulo, sendo responsável por uma vasta pesquisa de resgate de sambas pouco conhecidos do grande público. É fundador do grupo Teatro do Incêndio, o qual dirige desde 1996 e que tem sua sede própria na rua Treze de Maio, 48, no Bixiga.
Desde 1995, o referido professor tem se destacado no campo do ensino teatral, desempenhando um papel fundamental no desenvolvimento de oficinas, palestras, cursos, workshops e orientação para atores e grupos teatrais em diversas instituições de prestígio, tanto públicas quanto privadas. Entre os cursos específicos ministrados, destacam-se: "O Teatro de Bertolt Brecht", "O Mito em Jean Genet", "A Filosofia na Alcova" (sobre Sade), "Antonin Artaud e o Teatro da Crueldade", "Curso de Sonoplastia e Trilha Sonora" e a "Oficina de Direção Teatral". 
Tem dois livros lançados pela editora Kazuá, 'Da Terra O Paraíso' (2012) , prosa poética a moda dos surrealistas, e 'De Dionísio Para Koré' (2013) , poemas temáticos sobre o mito de Baco e Perséfone.
Além disso, o professor proferiu palestras sobre os temas "100 Anos de Brecht" e "Pier Paolo Pasolini", bem como disciplinas abrangentes como Interpretação, História das Artes Cênicas e Dramaturgia para o Ator, entre outras atividades correlatas. Desde 2008, integra o corpo docente da Escola de Atores Wolf Maya, contribuindo significativamente para a formação e aperfeiçoamento de novos talentos no campo das artes cênicas.
Durante a pandemia, Fonseca publicou um vídeo no qual critica a proliferação de lives e vídeos de atores interpretando textos clássicos durante o período de quarentena estabelecido como medida de contenção do novo coronavírus (COVID-19). No vídeo, que é, ironicamente, o resultado de uma live, Fonseca faz um apelo à classe artística por atitudes menos "egocêntricas". Ele destaca e enumera diversas ações realizadas por companhias e associações teatrais destinadas a arrecadar fundos e distribuir cestas básicas para profissionais da arte, demonstrando um enfoque em iniciativas solidárias e de apoio mútuo durante a crise sanitária.

## Teatro do Incêndio
O Teatro do Incêndio, situado no bairro do Bixiga em São Paulo, ocupa uma casa histórica de 1905 que reflete a arquitetura europeia da época e carrega uma rica história cultural. Sob a liderança de Marcelo Marcus Fonseca, o teatro tornou-se um importante centro de produção cultural na cidade, conhecido por suas montagens que abordam temas sociais relevantes e exploram a identidade brasileira de forma visceral e poética. O Bixiga, fundado no final do século XIX, é um bairro emblemático por sua forte tradição cultural, especialmente ligada à imigração italiana, e abriga festividades populares e uma vibrante cena teatral.
Em 2017, o Teatro do Incêndio estabeleceu sua sede na Rua 13 de Maio, 48, adaptando a casa para funcionar como um espaço cultural, enquanto preserva sua estrutura original. Essa harmonização entre o passado e o presente é evidente na manutenção dos detalhes arquitetônicos históricos, que agora convivem com instalações modernas para espetáculos. O edifício se tornou um símbolo de resistência cultural e valorização da memória do Bixiga, transformando-se em um espaço vibrante de criação artística e diálogo social, e reforçando a importância do teatro na vida comunitária local.

## Obras

### Teatro
| Ano       | Título | Autoria                                   | Direção               |
| --------- | --- | ----------------------------------------- | --------------------- |
| 1987      | “Anjos de Guarda" | Zeno Wilde                                | Zeno Wilde            |
| 1989      | “Quem Te Fez Saber Que Estavas Nu?” | Julien Luchaire, trad. de Miroel Silveira | Antonio do Valle      |
| 1990      | “Os Mocorongos?” | Leo Lama                                  | Leo Lama              |
| 1990      | “Sabe Quem Dançou?” | Zeno Wilde                                | Bárbara Bruno         |
| 1992      | “Os Poetas Voadores" | Leo Lama                                  | Leo Lama              |
| 1993      | “Exagerei no Rímel” | Zeno Wilde                                | Zeno Wilde            |
| 1994      | “Os Olhos Cor de Mel de James Dean" | Zeno Wilde                                | Zeno Wilde            |
| 1996      | “Baal - O Mito da Carne” | Bertolt Brecht                            | Direção geral         |
| 1997      | Evento “O Balcão”. Primeira Versão. | Jean Genet                                | Direção geral         |
| 1997      | “O Balcão” | Jean Genet                                | TBC                   |
| 1998      | Evento “Chá com Sade”, evento reunindo José Celso Martinez Correa, Jorge Mautner, Iacov Hillel para discussões e leituras sobre a obra do Marquês de Sade. Leitura Pública da obra “Filosofia na Alcova”         | Marquês de Sade                           | Direção geral         |
| 1999      | “Salve o Prazer – Assis Valente”, evento promovido pela Secretaria de Estado da Cultura, com Pascoal da Conceição, Cida Moreira, Renato Borghi, Luís Damasceno, Marat Descartes, Bocato e outros. Direção Geral. | Assis Valente                             | Direção geral         |
| 1999      | “Exercício Aeróbico para Padre e Banda – Opus 1999” | Sade                                      | Direção geral         |
| 1999      | “A Filosofia na Alcova" | Sade                                      | Direção geral         |
| 2000      | “Beatriz Cenci” | Antonin Artaud                            | Direção Geral         |
| 2001      | "Anjos de Guarda" | Zeno Wilde                                | Direção Geral         |
| 2002      | "Dores de Amores II e III" | Leo Lama                                  | Leo Lama              |
| 2003      | "Odile" | Texto                                     | Direção geral         |
| 2003      | "Eduardo II" | Eduardo Ruiz                              | Direção geral         |
| 2005      | “A Boa Alma de Setsuan” | Bertolt Brecht                            | Direção geral         |
| 2006      | “Todos os Homens Notáveis” | Texto                                     | Direção geral         |
| 2006      | “Timão de Atenas” | Shakespeare                               | Elcio Nogueira Seixas |
| 2008      | “La Ronde” | Arthur Schnitzler                         | Direção geral         |
| 2009      | “Na Selva das Cidades” | Bertolt Brecht                            | Direção geral         |
| 2009      | “A Capital Federal” | Arthur Azevedo                            | Direção geral         |
| 2010      | “Lição de Botânica” | Machado de Assis                          | Direção geral         |
| 2011      | “Joana d’Arc – A Virgem de Orleans” | Schiller                                  | Direção geral         |
| 2012      | “A Serpente” | Nelson Rodrigues                          | Direção geral         |
| 2012      | “São Paulo Surrealista” | Roteiro/atuação                           | Direção geral         |
| 2012      | “São Paulo Surrealista 2: A poesia Feita Espuma” | Roteiro/atuação                           | Direção geral         |
| 2013      | “A Baby Sitter” | Rene de Obaldia                           | Direção geral         |
| 2013      | “Baal – o Mito da Carne” | Bertolt Brecht                            | Direção geral         |
| 2013      | “Fim de Curso” | Rene de Obaldia                           | Direção geral         |
| 2013-14   | “São Paulo Surrealista” | Roteiro                                   | Direção geral         |
| 2013-14   | “O PornoSamba e a Bossa Nova Metafísica” | Texto/atuação                             | Direção geral         |
| 2015      | "Pano de Boca" | Fauzi Arap                                | Direção geral         |
| 2015      | "De Dioníso Para Koré" | Texto                                     | Direção geral         |
| 2016      | "O Santo Dialético" | Texto                                     | Direção geral         |
| 2017      | "A Gente Submersa" | Texto                                     | Direção geral         |
| 2018      | "Rebelião - O Coro de Todos os Santos" | Texto/atuação                             | Direção geral         |
| 2018      | "Um Povo Omitido" | Texto/atuação                             | Direção geral         |
| 2020-2021 | Recolhimento de Pandemia | Texto/atuação                             | Direção geral         |
| 2022      | "Águas Queimam na Encruzilhada" | Texto/atuação                             | Direção geral         |
| 2023      | "Pano de Boca - Um Conserto de Theatro" | Fauzi Arap                                | Direção geral         |
| 2024      | "Águas Queimam na Encruzilhada" | Texto/atuação                             | Direção geral         |
| 2024      | "Pano de Boca - A Última Leitura" | Fauzi Arap                                | Direção geral         |
| 2024-2025 | "De Dionísio para Koré" | Texto/atuação                             | Direção geral         |
| 2025      | "São Paulo Surrealista - Corpo Antifascista" | roteiro/atuação                           | Direção Geral         |
| 2025      | "João" | Texto                                     | Kleber Montanheiro    |

### Televisão e Cinema
| Ano  | Título | Autoria                            | Direção       |
| ---- | --- | ---------------------------------- | ------------- |
| 2004 | “Bom dia, eternidade” de Rogério Moura para Cinema. Com: Zezé Motta, Antônio Pitanga, João Acaiabe, José Vasconcelos e outros. | Ator, sambista e consultor musical | Rogério Moura |
| 2007 | “Quando as máquinas param” - TV Cultura                                                                                        | Plínio Marcos                      |               |

### Cenários
| Ano  | Título                                              | Autoria                                      | Direção       |
| ---- | --------------------------------------------------- | -------------------------------------------- | ------------- |
| 1994 | “Os Olhos Cor de Mel de James Dean"                 | Cenário: Leonardo Medeiros (parceria)        | Direção Geral |
| 1997 | “O Balcão”                                          | Jean Genet                                   | Direção Geral |
| 1999 | “Exercício Aeróbico para Padre e Banda – Opus 1999” | Em parceria com Cibele Forjaz. Sade          | Direção geral |
| 1999 | “A Filosofia na Alcova"                             | Em parceria com Cibele Forjaz. Sade          | Direção geral |
| 2003 | "Odile"                                             | Texto                                        | Direção geral |
| 2006 | “Todos os Homens Notáveis”                          | Texto                                        | Direção geral |
| 2008 | “La Ronde”                                          | Arthur Schnitzler                            | Direção geral |
| 2009 | “Na Selva das Cidades”                              | Bertolt Brech                                | Direção geral |
| 2015 | "Pano de Boca"                                      | Fauzi Arap (sobre desenho de Flávio Império) | Direção geral |

### Livros
| Ano  | Livro                                      | Editora         | Notas                   |
| ---- | ------------------------------------------ | --------------- | ----------------------- |
| 2012 | Da Terra O Paraíso                         | Editora Kazuá   | ISBN: 978-85-66179-22-4 |
| 2013 | De Dionísio Para Koré                      | Editora Kazuá   | ISBN: 8566179382        |
| 2018 | Teatro Do Incêndio: Da Terra Ao Território | Editora Córrego | ISBN: 8567240980        |